# Medinilla baronii
Medinilla baronii là một loài thực vật có hoa trong họ Mua. Loài này được Baker mô tả khoa học đầu tiên năm 1889.